# ラモン・カザス
ラモン・カザス・イ・カルボー （カタルーニャ語：Ramon Casas i Carbó, 1866年1月4日 - 1932年2月29日）は、スペイン、カタルーニャの画家。カスティーリャ語読みではラモン・カサス。風刺画、上流階級の人々の肖像画で知られる。また、バルセロナの路上で抗議する人々を抑圧する様子を描いた作品で有名になった。グラフィック・デザイナーとしても、彼の描いたポスターや絵葉書が、カタルーニャの芸術運動であったモデルニスモ（カタルーニャ語：ムダルニズマ）を知らしめるのに貢献した。

## 生涯

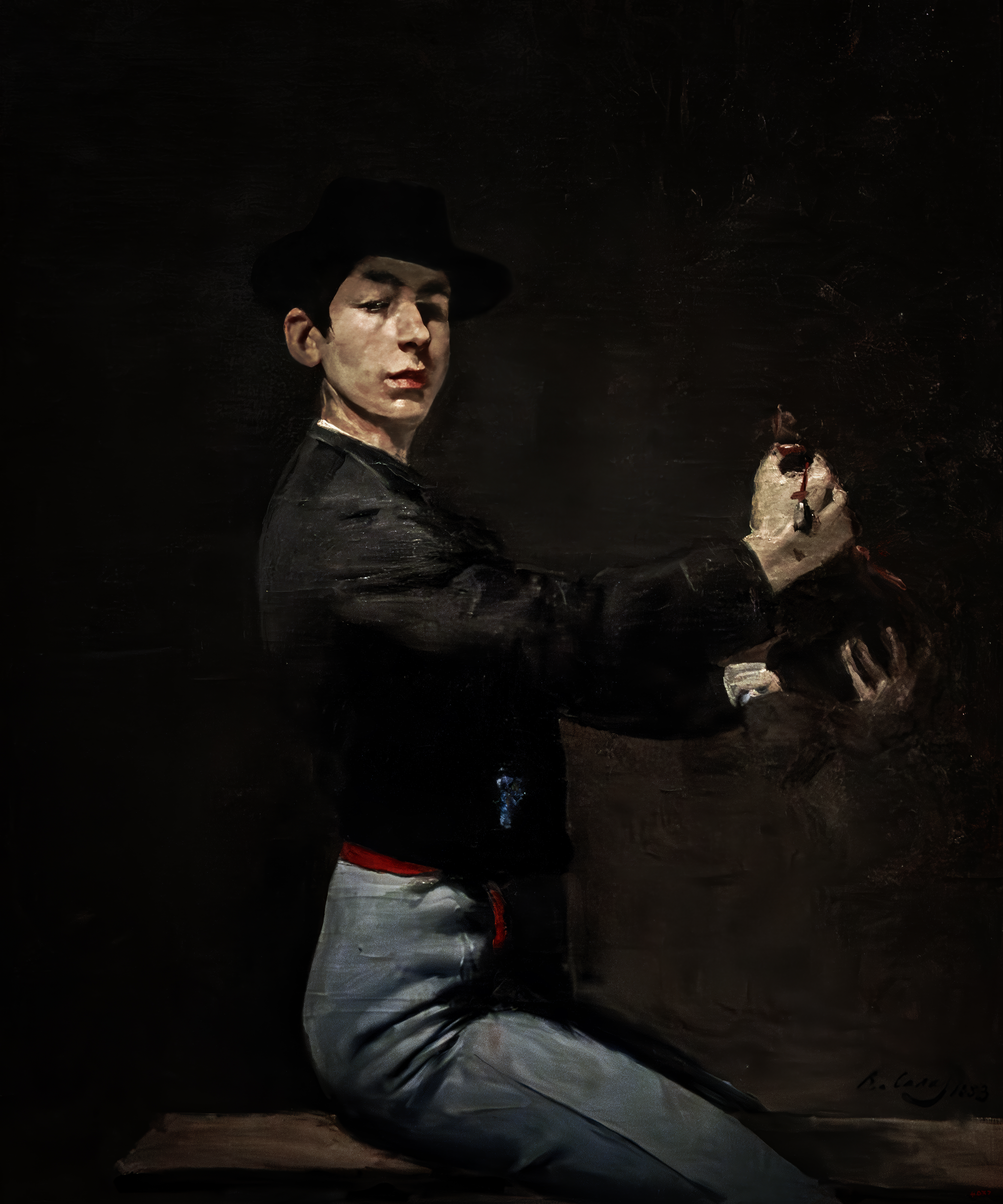
フラメンコ・ダンサーに扮した自画像

カザスはバルセロナで生まれた。同名の父ラモンはキューバで財を成し、母エリザはカタルーニャのブルジョワ出身だった。1877年、リョッジャ美術学校の教師で、当時肖像画家として有名だったジュアン・ビサンのスタジオで美術を学ぶために、彼は正規の教育課程を放棄した。1881年、まだ十代だったカザスは、ラバンス（L'Avenç）という雑誌の発起人の1人となった。1881年10月に発行された号には、バージェスの教会を描いたスケッチが掲載されていた。同じ10月、薬学を学ぶ学生であったいとこミケルに同行して、カザスは初めてパリに滞在した。一冬の間彼は、パリで画家カロリュス＝デュラン（マネの影響を受けていた）のスタジオで学んだ。一方でラバンス誌のパリ特派員も務めていた。翌1882年、彼はバルセロナのサラ・パレース画廊でいくつかの作品を展示した。1883年、パリ、シャンゼリゼのサロンで、フラメンコ・ダンサーに扮した自画像を展示した（フラメンコを取り上げたのは、アンダルシアを旅行した際に、その文化に強い影響を受けたためである）。この作品で、彼はフランス芸術協会（Societé d'artistes françaises）の会員として招聘された。
続く数年間、カザスは製作しながら秋と冬のほとんどをパリで過ごし、残りをバルセロナで暮らし、マドリード、グラナダへも旅した。1886年に描いた、マドリードの闘牛場の群衆の作品は、その後続く詳細な群衆画連作の最初となった。マドリード滞在時には、プラド美術館で古典絵画を学んでいる。同年彼は肺結核にかかり、バルセロナで静養し冬には快方に向かった。彼は人生のこの時期に出会った芸術家たち、ラウレア・バラウ、サンティアゴ・ルシニョール、ウジェーヌ・カリエール、ピエール・ド・シャヴァンヌ、イグナシオ・スロアガに影響を受けた。
1889年、カザスとルシニョールはカタルーニャを旅行し、カザスが挿絵を、ルシニョールが文を書いた本Por Cataluña（カタルーニャをまわって、という意味）を共同制作した。2人はともにパリへ戻り、モンマルトルで生活した。そこには、画家で美術評論家のミゲル・ウトリーリョ（画家シュザンヌ・ヴァラドンの私生児モーリスを自分の子として認知したことで知られる）、スケッチ画家のラモン・カヌダスがいた。ルシニョールはこの時期に、バルセロナの朝刊紙ラ・バンゲリア（es）にてDesde el Molinoという連載を執筆し、カザスが挿絵を描いた。モンマルトル滞在時期に描かれたPlein AirやBal du Moulin de la Galetteには、ロートレックやスタンランの影響が見られる。フランス芸術協会会員であったカザスは、7月の審査を受けることなく、毎年2作をサロンに展示するようになった。
1890年、カザスはルシニョール、彫刻家のエンリク・クララソとともに、サラ・パレースで展覧会を行った。この時期のカザスの作品は、アカデミックな様式とフランス印象派の中間に位置づけられた。のちにモデルニスモとして知られるようになるこの様式はまだ完全ではなかった。しかし鍵となった人々が互いを見知るようになり、バルセロナで成功したカタルーニャ人芸術家たちが次第に、パリで自らを確立しようとやってくるようになった。
カザスの名声はヨーロッパや世界を介して広がり、マドリードやベルリン、シカゴ万博での展覧会で成功を収めた。一方で、ルシニョールやカザスを含むボヘミアンのサークルは、頻繁にバルセロナやシッチェスで自分たちの展覧会を開くようになった。カタルーニャでの活動が増えたことで、バルセロナに滞在することが多くなったが、カザスは毎年のサロンでの発表のためパリへ通い続けた。

## 四匹の猫

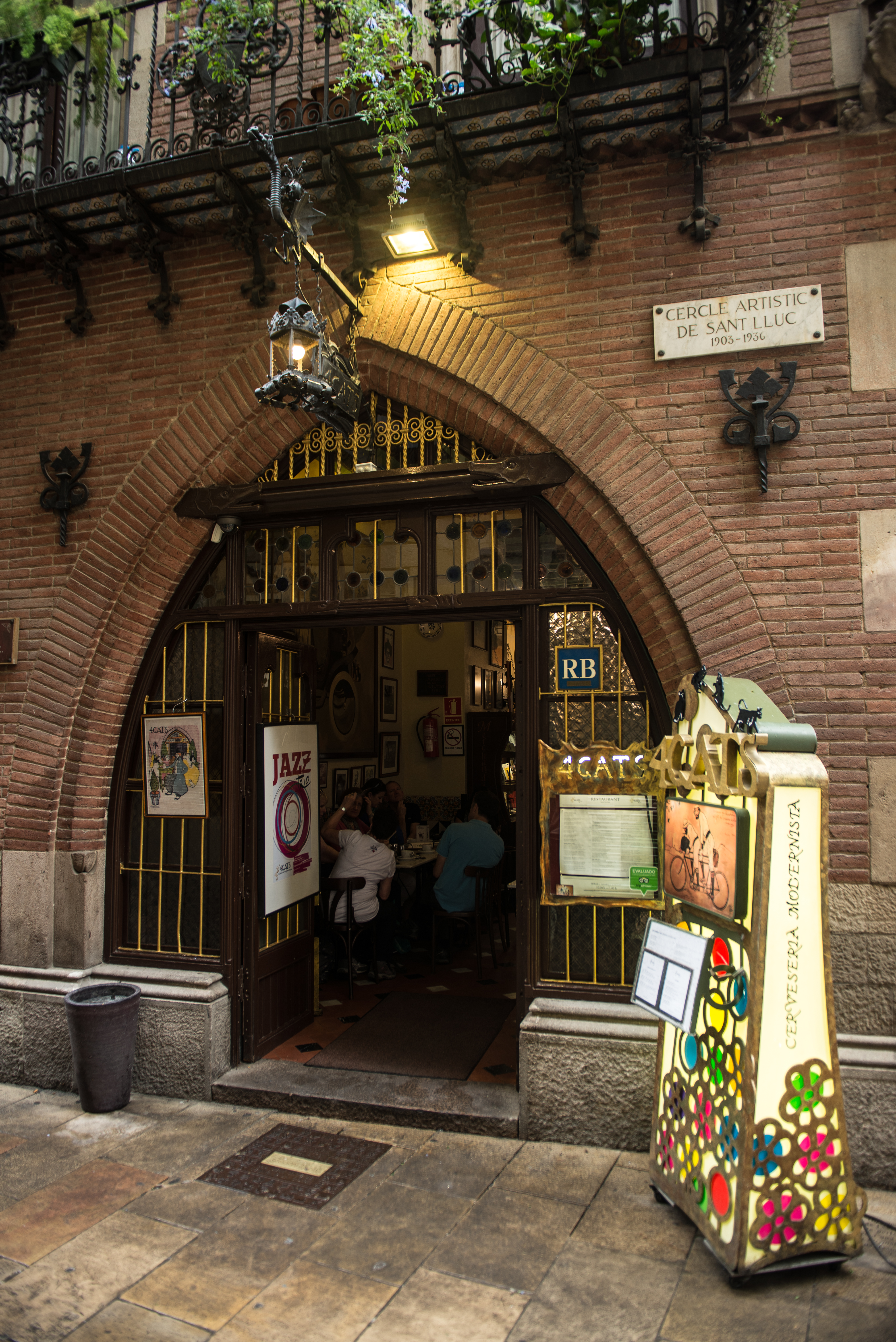
現在もバルセロナで営業している、クアトラ・ガッツ

融合されたモデルニスマ芸術は、「四匹の猫」（Els Quatre Gats、アルス・クアトラ・ガッツ）というバーの開店で、活動拠点を得た。この店は、モンマルトルにあるキャバレー「ル・シャ・ノワール」を手本としたものだった。カザスは、カサ・マルティ（ジュゼップ・プッチ・イ・カダファルク設計）1階の、1897年6月に開店したこのバーに、多大な資金援助をしていた（1903年に閉店するが、1978年に再建された）。この店をつくるにあたってカザスのパートナーとなったのは、バーの主人役を務めたペラ・ロメウ、ルシニョール、ウトリーリョであった。展覧会の場所にもなったこのバーには芸術の仲間が次第に集まるようになり、若く無名であったパブロ・ピカソもその1人であった。店に残るカザスの傑作のうち最も有名な作品は、パイプを加えたカザス自身がロメウとタンデム自転車にまたがっている姿を描いた自画像である。この作品は、その後の所有者によってキャンバスが1/3が切断され、現在はカタルーニャ美術館が所蔵している。アルス・クアトラ・ガッツ店内に掲げてあるのはその模写である。
ル・シャ・ノワールのように、アルス・クアトラ・ガッツは独自の文芸雑誌を出していた。これらを多大な貢献をしたのはカザスであった。エルス・クアトラ・ガッツ閉店後、この流れは別の文芸雑誌に引き継がれた。
画家として華々しく活躍する一方で、カザスは、モデルニスモを定義することになるアール・ヌーボー様式を用いてグラフィック・デザインを始めた。彼はバーやカフェのポスターを製作し、カバ酒の宣伝広告もつくった。

## 傑出

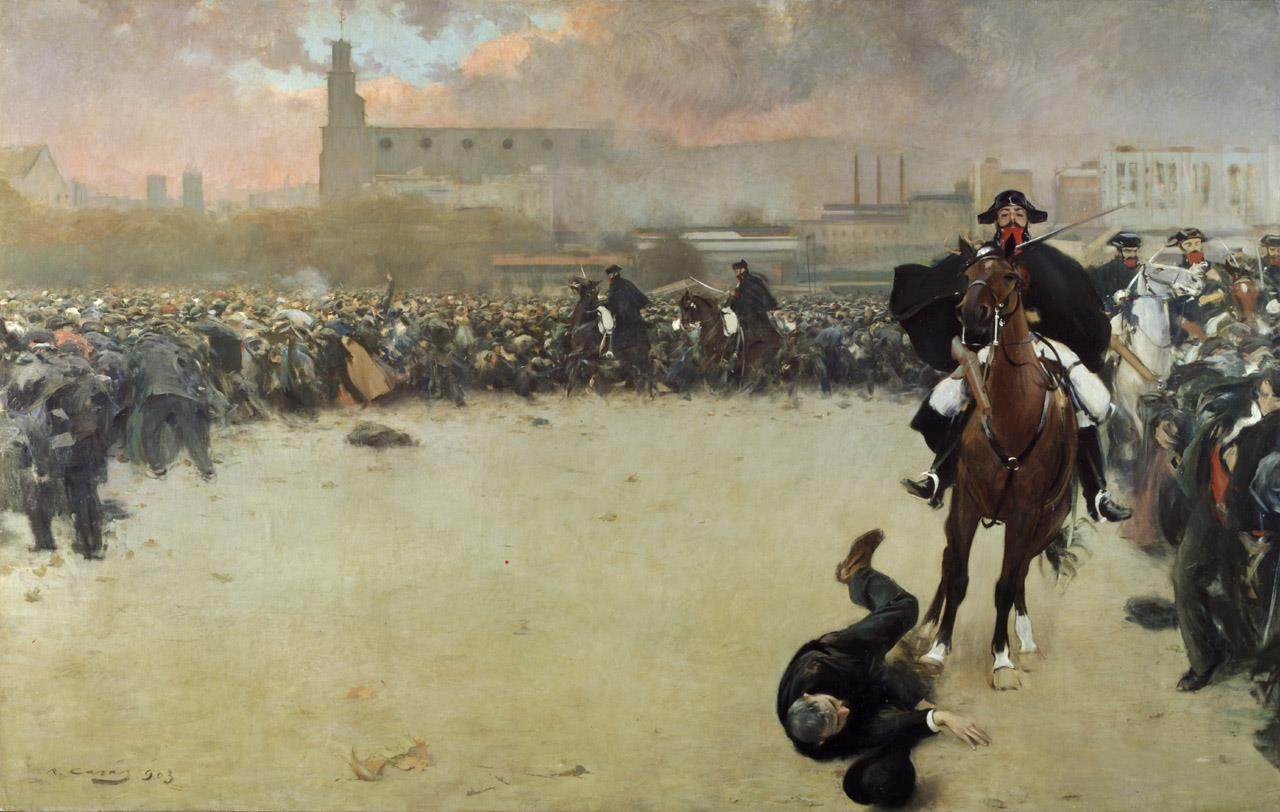
バルセロナ1902年

1900年に開催されるパリ万博のため、スペインの万博委員会はカザスによる等身大の肖像が2作を選んだ。エリック・サティの肖像（1891年）と、カザスの妹エリザを描いた肖像（1895年）である。処刑の光景を描いた1894年のGarotte Vilは、ミュンヘンで賞を獲得した。彼の作品はヨーロッパ主要都市のみならず、遠く離れたアルゼンチンのブエノスアイレスでも見られるようになった。1902年、カザスの12作品が、バルセロナの上流階級が集う私的クラブ、サルクル・ダル・リセウ（ca）のロトンダに、常設展示された。
1903年、彼はパリのサロン・デュ・シャン・ド・マルスの会員となり、毎年作品が展示されることになったが、実際に展示されたのは2年間だけだった。1903年、サロン出展のため描かれた作品の一つが、ラ・カルガ（La Carga、後年にバルセロナ1902年と改題された）である。この作品は、1902年におきたバルセロナでのゼネストの様子を描いている。しかし、グアルディア・シビルが群衆を蹴散らすこの作品は、実際のゼネストの2年前の出来事とされている。1904年、この作品でカザスはマドリードの作品展にて一等を獲得した。
1904年のマドリード滞在中、ホアキン・ソローリャや、スペイン政府公式彫刻家アグスティン・ケロルといった芸術家と親交を結び、カザスはマドリード上流階級の風刺画を製作した。ケロルのスタジオでカザスが完成させたアルフォンソ13世の騎馬像画を、アメリカ人コレクターチャールズ・ディアリングがすぐに買い上げた。ディアリングはその後数年間にわたって、カザスに絵の注文をしたり絵を購入した。

## ジュリア・ペライレ

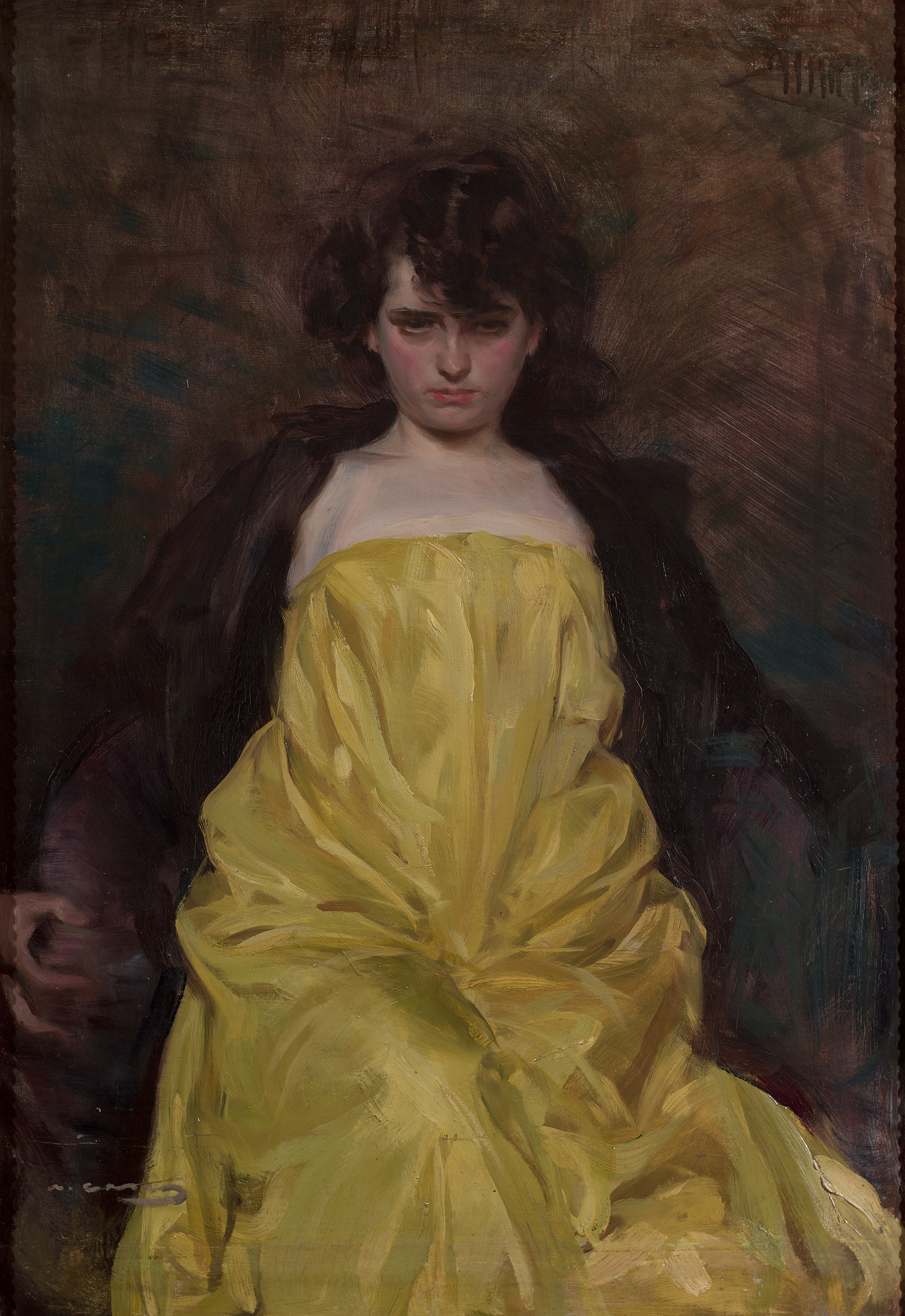
ジュリアがモデルであるラ・サルガンタイン

肖像画家として高まる名声のため、カザスはバルセロナに再び活動の中心をおくようになった。この時期に彼は、22歳年下のモデル、ジュリア・ペライレと出会った。初めて彼女を描いた1906年、ジュリアはわずか18歳だった。すぐに彼女はカザスのお気に入りのモデルとなり、恋人となった。カザスの家族はジュリアとの関係を認めず、2人が1922年に結婚しても変わらなかった。

## 後援者

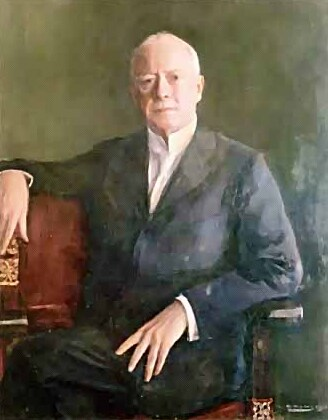
チャールズ・ディアリング、1914年

1907年、カザスの母親がバージェスのサン・ベネト修道院を購入し、カダファルクを雇って建物の修復に当たらせた。カザスは修道院で休暇を過ごした。1912年に母親が亡くなると、カザスが修道院建物を相続した。
1908年、カザスは後援者のディアリングとともにカタルーニャを旅した。ディアリングはシッチェスにあるかつての病院を、いつかは自宅にしようと購入した。同じ年、カザスは6ヶ月間キューバとアメリカを旅行した。この旅行の間に、12作の油絵と、ディーリングの友人たちを描いたスケッチを約30枚製作した。
1909年4月にカザスは帰国し、バルセロナとマドリードで個展を開いた。ファイアンス・カタラー画廊でカザスはスケッチ200点を展示し、のちこれらの作品はバルセロナ美術館に寄贈した。マドリードでの個展は観光省で開かれ、アルフォンソ13世を含むマドリードを代表する人物の肖像画が展示された。
第一次世界大戦開戦前、彼はヨーロッパを旅行し、時には自ら、時にはディアリングとともに、ウィーン、ブダペスト、ミュンヘン、パリ、オランダ、ガリシアを訪れた。スペインとフランスでは重要な展覧会が開かれた。1913年にカザスはバルセロナに自宅を購入した。1915年、ルシニョール、クララソとともに、彼らが初めて共同作品展を開いてから25年目の記念として、サラ・パレース画廊で共同作品展を開いた。

## タマリット

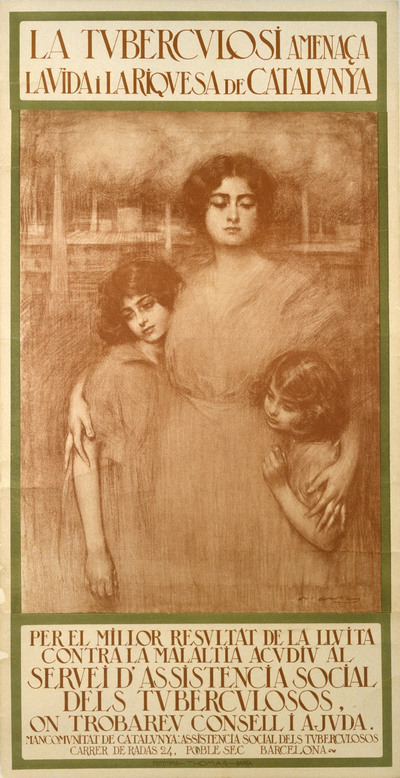
1929年に描かれた、結核撲滅のポスター

1916年、カザスとディアリングはタラゴナ県のタマリットを旅行した。ディアリングは村全体を買い上げ、カザスも建物改修計画の指揮を執った。1924年、再びタマリットを訪れたカザスは、村の光景を数多く描いた。
カザスとルシニョールは、サラ・パレースでの共同作品展開催を、1931年にルシニョールが死ぬまで定期的に続けた。1920年代のカザスは、若い頃のアヴァンギャルド傾向から遠ざかっていた。カザスは肖像画や風景画を描き続け、結核撲滅ポスターも数作描いた。1932年、カザスは結核のために亡くなり、バルセロナのムンジュイック墓地に埋葬された。